# ألطاف حسين
ألطاف حسين (بالإنجليزية: Altaf Hussain)‏ (مواليد 17 سبتمبر 1953 في كراتشي)، هو سياسي باكستاني يحمل الجنسية البريطانية. أسس حزب الحركة القومية المتحدة سنة 1984.

## وصلات خارجية
- الموقع الرسمي